# Валантен Ессерік
Валанте́н Ессері́к (фр. Valentin Eysseric, нар. 25 березня 1992, Екс-ан-Прованс) — французький футболіст, півзахисник турецького клубу «Касимпаша».

## Ігрова кар'єра
Валантен Ессерік — вихованець клубу «Монако». Дебютував у команді 23 липня 2011 року в матчі Кубку ліги проти «Седана» (1:4). 1 серпня того ж року дебютував у Лізі 2 в матчі проти «Булоні» (0:0). Перший гол за «монегасків» Ессерік забив 16 вересня 2011 року у ворота «Бастії» після передачі, виконаної Гарі Кулібалі і приніс команді нічию 1:1.
Першу половину сезону 2012/13 півзахисник провів в «Ніцці» на правах оренди. Вперше зіграв у Лізі 1 2 вересня 2012 року, замінивши на 80-й хвилині матчу проти «Бордо» (1:1) Жеремі П'є. У наступному своєму матчі за новий клуб Ессерік забив гол у ворота Алексіса Тебо з «Бреста» (4:2). Всього до кінця 2012 року півзахисник забив за «Ніццу» 2 голи у 16 зустрічах чемпіонату, і ще 2 — в 3 матчах Кубка ліги. У січні 2013 року клуб викупив трансфер футболіста. Сума угоди склала 1,5 мільйона євро. Всього у складі «Ніцци» Іссерік провів наступні три роки своєї кар'єри гравця і навіть дебютував у Лізі Європи в сезоні 2013/14. Більшість часу, проведеного у складі «Ніцци», був основним гравцем команди.
Влітку 2015 року на правах оренди до кінця сезону перейшов у «Сент-Етьєн». Протягом сезону відіграв за команду із Сент-Етьєна 29 матчів у національному чемпіонаті, після чого ще сезон відіграв за «Ніццу».
9 серпня 2017 року за 4 мільйони євро перейшов до італійської «Фіорентини». Спочатку мав регулярну ігрову команду, утім згодом втратив місце в основному складі. Попри це залишався гравцем «фіалок» до 2021 року, також протягом цього періоду на умовах оренди захищав кольори «Нанта» і «Верони».
23 липня 2021 року новим клубом француза став турецький «Касимпаша».

## Виступи за збірні
У 2011 році взяв участь у двох матчах юнацької збірної Франції (U-19).
З 2013 року залучався до складу молодіжної збірної Франції. На молодіжному рівні зіграв у 9 офіційних матчах.

## Статистика виступів

### Статистика клубних виступів
Станом на 1 серпня 2021
| Сезон                  | Команда                | Чемпіонат              | Чемпіонат | Чемпіонат | Національний кубок | Національний кубок | Національний кубок | Континентальні кубки | Континентальні кубки | Континентальні кубки | Інші змагання | Інші змагання | Інші змагання | Усього | Усього |
| Сезон                  | Команда                | Ліга                   | Ігор      | Голів     | Ліга               | Ігор               | Голів              | Ліга                 | Ігор                 | Голів                | Ліга          | Ігор          | Голів         | Ігор   | Голів  |
| ---------------------- | ---------------------- | ---------------------- | --------- | --------- | ------------------ | ------------------ | ------------------ | -------------------- | -------------------- | -------------------- | ------------- | ------------- | ------------- | ------ | ------ |
| 2011–12                | «Монако»               | Л2                     | 16        | 1         | КФ+ЛЧ              | 1+1                | 0                  | -                    | -                    | -                    | -             | -             | -             | 18     | 1      |
| серп. 2012             | «Монако»               | Л2                     | 1         | 0         | КФ+ЛЧ              | 0+1                | 0                  | -                    | -                    | -                    | -             | -             | -             | 2      | 0      |
| Усього за «Монако»     | Усього за «Монако»     | Усього за «Монако»     | 17        | 1         |                    | 3                  | 0                  |                      | -                    | -                    |               | -             | -             | 20     | 1      |
| вер. 2012–13           | «Ніцца»                | Л1                     | 24        | 5         | КФ+ЛЧ              | 1+3                | 2+2                | -                    | -                    | -                    | -             | -             | -             | 28     | 9      |
| 2013–14                | «Ніцца»                | Л1                     | 29        | 3         | КФ+ЛЧ              | 1+1                | 0                  | ЛЄ                   | 2                    | 0                    | -             | -             | -             | 33     | 3      |
| 2014–15                | «Ніцца»                | Л1                     | 36        | 2         | КФ+ЛЧ              | 1+1                | 0                  | -                    | -                    | -                    | -             | -             | -             | 38     | 2      |
| серп. 2015             | «Ніцца»                | Л1                     | 1         | 0         | КФ+КЛ              | 0+0                | 0                  | -                    | -                    | -                    | -             | -             | -             | 1      | 0      |
| серп. 2015–16          | «Сент-Етьєн»           | Л1                     | 29        | 6         | КФ+КЛ              | 4+0                | 1+0                | ЛЄ                   | 6                    | 1                    | -             | -             | -             | 39     | 8      |
| 2016–17                | «Ніцца»                | Л1                     | 29        | 4         | КФ+КЛ              | 0+0                | 0                  | ЛЄ                   | 4                    | 0                    | -             | -             | -             | 33     | 4      |
| лип.-серп. 2017        | «Ніцца»                | Л1                     | 1         | 0         | КФ+КЛ              | 0+0                | 0                  | ЛЧ                   | 2                    | 0                    | -             | -             | -             | 3      | 0      |
| Усього за «Ніццу»      | Усього за «Ніццу»      | Усього за «Ніццу»      | 120       | 14        |                    | 8                  | 4                  |                      | 8                    | 0                    |               | -             | -             | 136    | 18     |
| серп. 2017–18          | «Фіорентина»           | A                      | 21        | 1         | КІ                 | 2                  | 0                  | -                    | -                    | -                    | -             | -             | -             | 23     | 1      |
| 2018-січ. 2019         | «Фіорентина»           | A                      | 8         | 0         | КІ                 | 0                  | 0                  | -                    | -                    | -                    | -             | -             | -             | 8      | 0      |
| січ.-черв. 2019        | «Нант»                 | Л1                     | 5         | 1         | КФ+КЛ              | 2+0                | 0                  | -                    | -                    | -                    | -             | -             | -             | 7      | 1      |
| 2019-січ. 2020         | «Фіорентина»           | A                      | 3         | 0         | КІ                 | 0                  | 0                  | -                    | -                    | -                    | -             | -             | -             | 3      | 0      |
| січ.-серп. 2020        | «Верона»               | A                      | 6         | 0         | КІ                 | 0                  | 0                  | -                    | -                    | -                    | -             | -             | -             | 6      | 0      |
| 2020–21                | «Фіорентина»           | A                      | 16        | 2         | КІ                 | 2                  | 0                  | -                    | -                    | -                    | -             | -             | -             | 18     | 2      |
| Усього за «Фіорентину» | Усього за «Фіорентину» | Усього за «Фіорентину» | 48        | 3         |                    | 4                  | 0                  |                      | -                    | -                    |               | -             | -             | 51     | 3      |
| Усього за кар'єру      | Усього за кар'єру      | Усього за кар'єру      | 225       | 25        |                    | 21                 | 5                  |                      | 14                   | 1                    |               | -             | -             | 260    | 31     |